# Islândia nos Jogos Olímpicos de Verão de 1968
A Islândia participou dos Jogos Olímpicos de Verão de 1968 na Cidade do México. Nessa edição dos jogos o país não teve medalhistas.